# Condado de Des Moines
El condado de Des Moines (en inglés: Des Moines County, Iowa), fundado en 1834, es uno de los 99 condados del estado estadounidense de Iowa. En el año 2000 tenía una población de 42 351 habitantes con una densidad poblacional de 39 personas por km². La sede del condado es Burlington.

## Historia
El condado de Des Moines fue formado el 1 de octubre de 1834. Fue nombrado por el nombre del río Des Moines.

## Geografía
Según la Oficina del Censo, el condado tiene un área total de 1113 km² (429,7 mi²), de la cual 1078 km² (416,2 mi²) es tierra y 35 km² (13,5 mi²) es agua.

### Condados adyacentes
- Condado de Louisa norte
- Condado de Hancock, Illinois sureste, a través del río Misisipi
- Condado de Henderson, Illinois este, a través del río Misisipi
- Condado de Lee sur
- Condado de Henry oeste

## Demografía
En el 2000 la renta per cápita promedia del condado era de $36 790, y el ingreso promedio para una familia era de $45 089. El ingreso per cápita para el condado era de $19 701. En 2000 los hombres tenían un ingreso per cápita de $34 880 contra $22 530 para las mujeres. Alrededor del 17,70% de la población estaba bajo el umbral de pobreza nacional.
| 1900   | 1910   | 1920   | 1930   | 1940   | 1950   | 1960   | 1970   | 1980   | 1990   | 2000   | Est.2006 |
| ------ | ------ | ------ | ------ | ------ | ------ | ------ | ------ | ------ | ------ | ------ | -------- |
| 35 989 | 36 145 | 35 520 | 38 162 | 36 804 | 42 056 | 44 605 | 46 982 | 46 203 | 42 614 | 42 351 | 40 885   |

## Localidades

### Ciudades
Burlington |
Danville |
Mediapolis |
Middletown |
West Burlington 

### Municipios
Benton |
Concordia |
Danville |
Flint River |
Franklin |
Huron |
Jackson |
Pleasant Grove |
Tama |
Union |
Washington |
Yellow Springs 

### Áreas no incorporadas
Augusta |
Kingston |
Sperry |
Yarmouth 

### Principales carreteras
- U.S. Highway 34
- U.S. Highway 61